# Landesgartenschau Wittstock/Dosse 2019
Die Landesgartenschau Wittstock/Dosse 2019 war die 6. Landesgartenschau in Brandenburg. Sie fand vom 18. April 2019 bis zum 6. Oktober 2019 unter dem Motto „Rundum schöne Aussichten“ in Wittstock/Dosse statt.

## Bewerbung

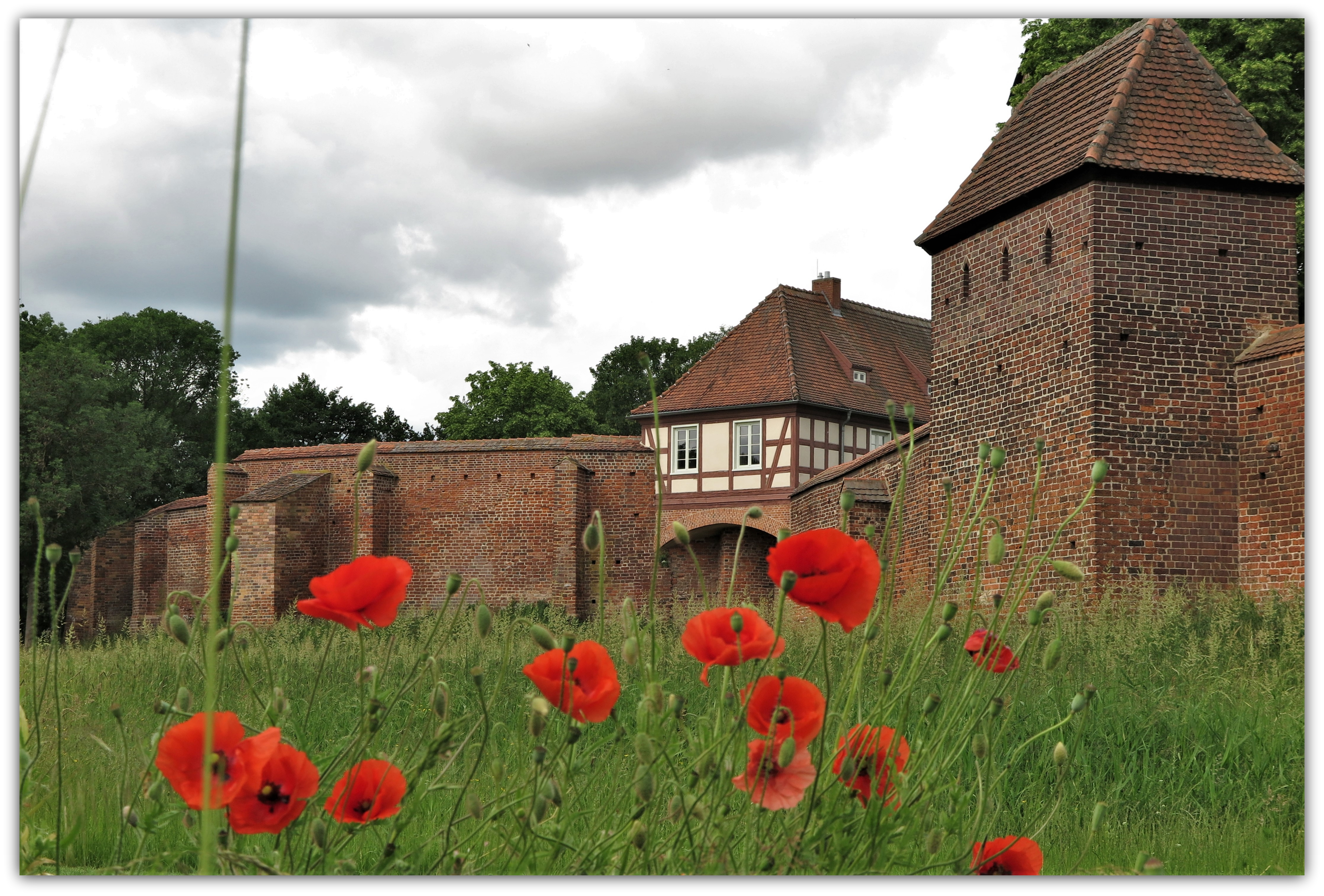
Landesgartenschau Wittstock/Dosse (Juni 2019)

Die Stadt Spremberg hatte bereits im Herbst 2014 verlauten lassen, sich um die Landesgartenschau 2019 zu bewerben. Zusätzlich hatten sich die Städte Bad Freienwalde, Beelitz, Seelow, Wittstock/Dosse und Zossen um die Ausrichtung der Landesgartenschau beworben. 
Am Rande der Grünen Woche 2015 in Berlin wurde bekannt, dass es keine Landesgartenschau in Zossen geben wird. In Zossen sollte sie eigentlich im Zossener Stadtpark, das Burg-/Schlossareal, das Einkaufszentrum in der Kirchstraße, der Nottehafen, das Oertelufer, der Marktplatz der Nottekanal und die sog. Verschönerung sein. Ebenfalls auf der Grünen Woche am 19. Januar 2015 teilte das zuständige Ministerium für Ländliche Entwicklung, Umwelt und Landwirtschaft des Landes Brandenburg mit, das die Stadt Spremberg die eingereichten Interessenbekundung die Voraussetzungen erfüllt, um am weiteren Bewerbungsverfahren zur Vorbereitung und Durchführung der Landesgartenschau 2019 teilzunehmen.
Der Brandenburger Agrarminister Jörg Vogelsänger (SPD) teilte mit, das die drei auswählten Städte Beelitz, Spremberg und Wittstock/Dosse ihre Bewerbung bis zum 31. August 2015 beim Ministerium einreichen müssen. Die Entscheidung sollte dann im Januar 2016 fallen aber bereits im November 2015 wurde bekannt gegeben, das die Stadt Wittstock/Dosse die Landesgartenschau 2019 ausrichten darf. Denn sie hatte sich mit dem Konzept einer Grünen Bürgerstadt mit historischer Tradition durchgesetzt.

## Gelände
Das 13 Hektar große Schaugelände bestand hauptsächlich aus den Parkanlagen Friedrich-Ebert-Park und Park am Bleichwall; die ringförmige Wittstocker Stadtmauer umschließt die Flächen.
Wittstock/Dosse liegt im Landkreis Ostprignitz-Ruppin, etwa 90 Kilometer nordwestlich der brandenburgischen Landeshauptstadt Potsdam.
Täglich ab 13 Uhr gab es für die Dauer von zwei Stunden öffentliche Führungen durch das LaGa-Gelände.